# Al-Hanaya
Al-Hanaya serait une ville d'Irak sur l'Euphrate, insituable, mentionnée par Ibn Khordadbeh comme une des villes fréquemment visitées par les marchands Radhanites,. 